# 닌우르타
닌우르타(수메르어: 𒀭𒊩𒌆𒅁, "보리의 주"라는 의미로 추정)는 또한 닌기르수(수메르어: 𒀭𒎏𒄈𒋢, "기르수의 주"라는 의미)로도 알려져 있으며, 농업, 치유, 사냥, 법, 서기, 전쟁과 관련된 고대 메소포타미아의 신으로 초기 수메르에서 처음 숭배되었다. 가장 초기의 기록에서 그는 인간을 질병에서 치유하고 악령의 힘에서 해방시키는 농업과 치유의 신이었다. 후대에 메소포타미아가 더욱 군사화되면서 전사의 신이 되었지만, 여전히 초기 농업적 속성들을 많이 유지했다.
주신 엔릴의 아들로 여겨졌으며, 수메르에서는 주로 니푸르의 에슈메샤 신전에서 숭배되었다. 닌기르수는 라가시의 구데아(기원전 2144~2124년 재위)에 의해 숭배되었다. 구데아는 라가시에 닌기르수의 신전을 재건했다. 이후 닌우르타는 무시무시한 전사로서 아시리아인들에게 사랑받게 되었다. 아시리아의 아슈르나시르팔 2세 왕(기원전 883~859년 재위)은 칼후에 그를 위한 거대한 신전을 지었고, 후에 가장 중요한 숭배 중심지가 되었다.
서사시 루갈-에에서 닌우르타는 그의 말하는 철퇴 샤루르를 사용하여 악마 아삭을 죽이고, 돌들을 사용하여 티그리스강과 유프라테스강을 관개에 유용하게 만들었다. 때때로 "수메르 게오르기카"라고 불리는 시에서 닌우르타는 농부들에게 조언을 하기도 한다. 아카드 신화에서는 안주 새가 아버지 엔릴로부터 운명의 서판을 훔쳤을 때 신들을 대표해 그를 무찔렀으며, 여러 작품에서 언급되지만 완전하게 보존되지는 않은 신화에서는 "살해된 영웅들"로 알려진 전사 집단을 죽였다. 그의 주요 상징은 앉아있는 새와 쟁기였다.
닌우르타가 창세기에서 칼후와 관련하여 언급된 "강력한 사냥꾼"인 니므롯의 영감을 주었을 것이라는 학설도 있다. 열왕기에 센두라는 이름으로 등장하는 것이 닌우르타라는 설도 있다. 19세기에는 칼후의 닌우르타 신전에서 발견된 날개 달린 독수리 머리 형상의 아시리아 석조 부조가 일반적으로, 그러나 잘못되게 "니스록"으로 식별되었다.

## 숭배

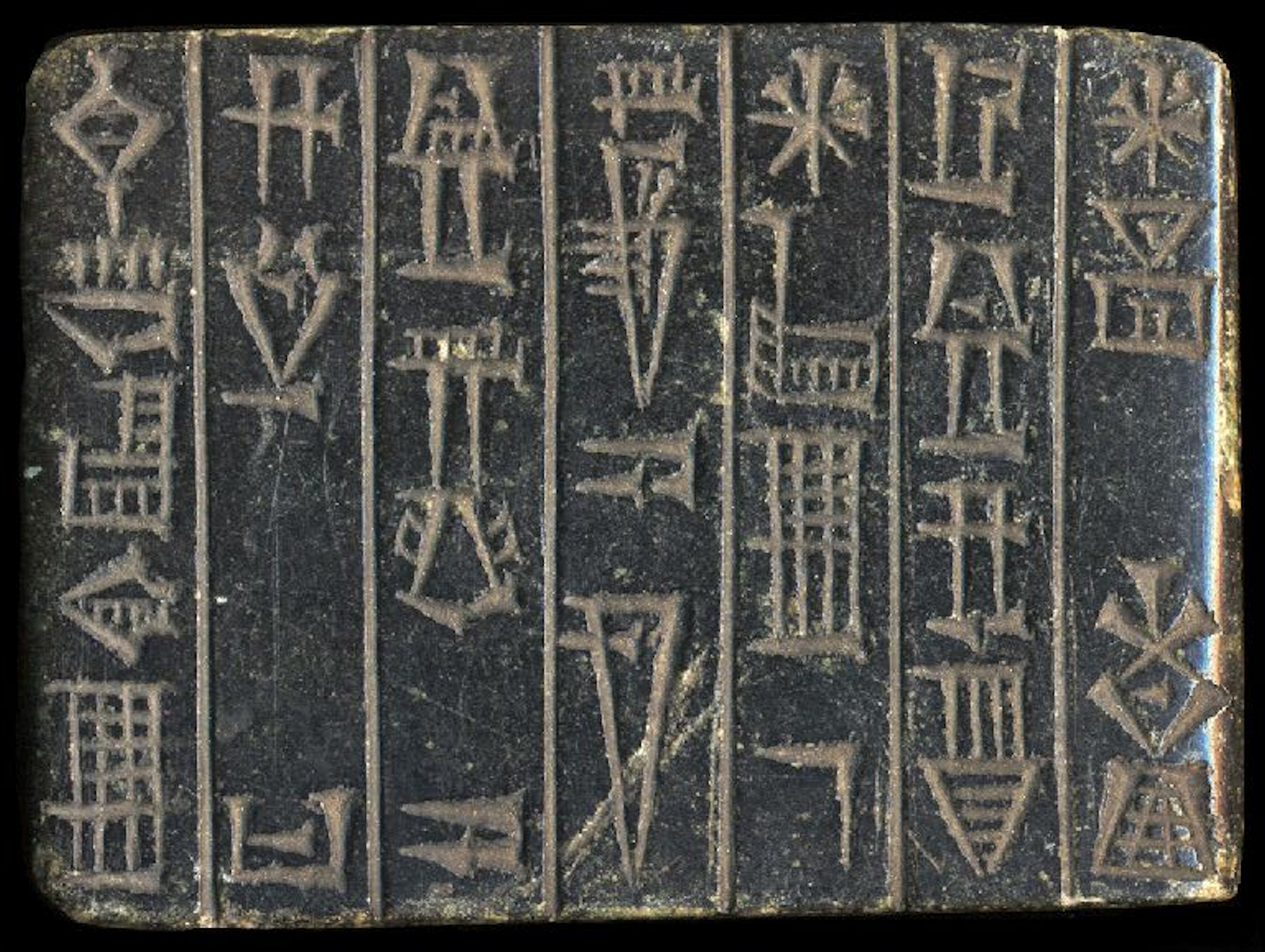
구데아가 닌기르수 신에게 바친 봉헌판: "엔릴의 강력한 전사이자 그의 주인인 닌기르수에게, 라가시의 엔시 구데아가 바친다."

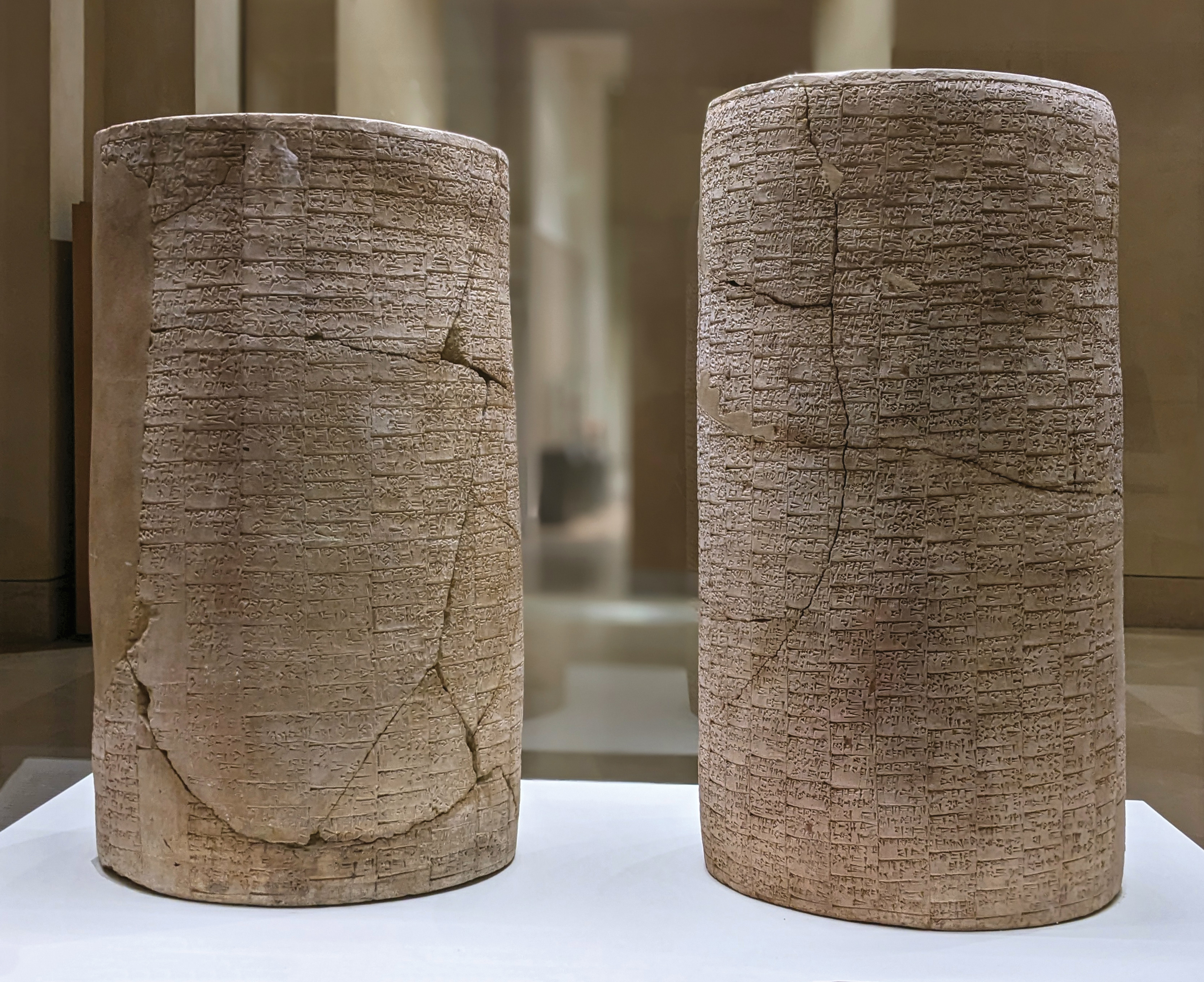
c. 기원전 2125년으로 거슬러 올라가는 구데아 원통, 라가시의 구데아 왕이 꿈에서 닌기르수의 신전을 재건하라는 지시를 받은 결과로 어떻게 닌기르수의 신전을 재건했는지 묘사한다.

닌우르타는 수메르인들에 의해 이르면 기원전 3천년 중반부터 메소포타미아에서 숭배되었으며, 이 지역에서 가장 초기에 입증된 신들 중 하나이다. 그의 주요 숭배 중심지는 수메르 도시 국가 니푸르의 에슈메샤 신전이었으며, 그곳에서 그는 농업의 신이자 주신 엔릴의 아들로 숭배되었다. 비록 원래는 별개의 신들이었을 수도 있지만, 역사시대에 수메르 도시 국가 기르수에서 숭배되던 닌기르수 신은 항상 닌우르타의 지역 형태로 식별되었다. 아시리아학자 제레미 블랙과 앤서니 그린에 따르면, 두 신의 성격은 "밀접하게 얽혀 있다." 기르수 도시 국가의 중요성이 감소하면서 닌기르수는 점차 "닌우르타"로 알려지게 되었다. 그는 주로 자신의 공격적이고 호전적인 측면으로 특징지어졌다.
후대에 닌우르타의 맹렬한 전사로서의 명성은 아시리아인들 사이에서 엄청난 인기를 얻었다. 기원전 2천년 후반에 아시리아 왕들은 투쿨티-닌우르타("닌우르타의 신뢰받는 자"), 닌우르타-아팔-에쿠르 ("[엔릴 신전] 에쿠르의 상속자 닌우르타"), 그리고 닌우르타-투쿨티-아슈르("닌우르타는 아슈르 신의 신뢰받는 자")와 같이 닌우르타의 이름이 포함된 이름을 자주 사용했다. 투쿨티-닌우르타 1세 (기원전 1243~1207년 재위)는 한 비문에서 자신을 사랑하는 "닌우르타 신의 명령으로" 사냥한다고 선언한다. 마찬가지로 아다드-니라리 2세 (기원전 911~891년 재위)는 닌우르타와 아슈르가 자신의 통치를 지지한다고 주장하며, 적들을 파괴한 것을 자신의 통치권에 대한 도덕적 정당성으로 선언했다. 기원전 9세기에 아슈르나시르팔 2세(기원전 883~859년 재위)가 아시리아 제국의 수도를 칼후로 옮겼을 때, 그곳에 처음 지은 신전은 닌우르타에게 봉헌되었다.

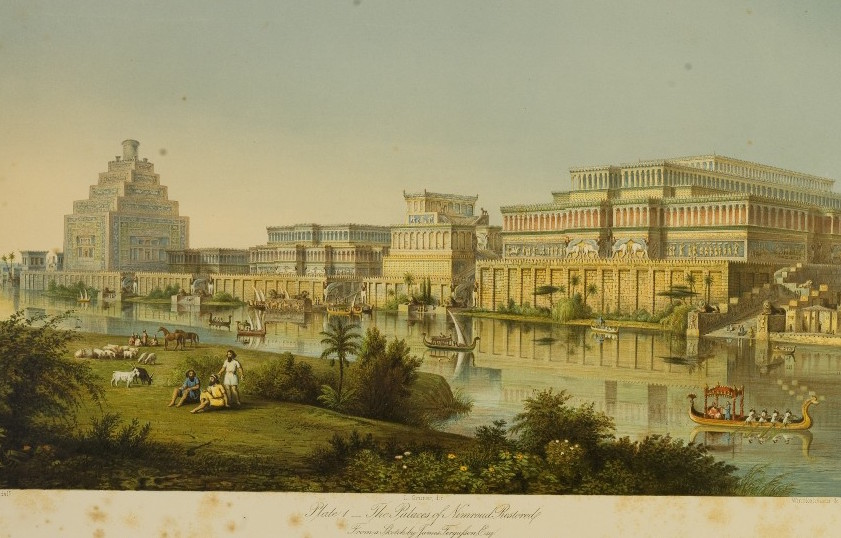
1840년대 영국의 고고학자 오스틴 헨리 레이어드의 발굴을 바탕으로, 아시리아 제국에서 닌우르타의 주요 숭배 중심지였던 칼후의 도시가 원래 어떤 모습이었을지 1853년에 복원한 모습.

신전의 벽은 닌우르타가 안주 새를 죽이는 모습 등 석조 부조로 장식되어 있었다. 아슈르나시르팔 2세의 아들 샬마네세르 3세(기원전 859~824년 재위)는 칼후의 닌우르타 지구라트를 완성하고 자신을 묘사한 석조 부조를 신에게 헌정했다. 조각에서 샬마네세르 3세는 자신의 군사적 업적을 자랑하며 모든 승리를 닌우르타의 공으로 돌리고, 닌우르타의 도움이 없었다면 그 어떤 것도 불가능했을 것이라고 선언한다. 아다드-니라리 3세(기원전 811~783년 재위)가 아수르의 아슈르 신전에 새로운 기증을 헌정했을 때, 그들은 아슈르의 인장과 닌우르타의 인장으로 봉인되었다.
아시리아의 수도가 칼후에서 옮겨진 후, 판테온에서 닌우르타의 중요성은 감소하기 시작했다. 사르곤 2세는 닌우르타보다 서기관의 신인 나부를 더 선호했다. 그럼에도 불구하고 닌우르타는 여전히 중요한 신으로 남아 있었다. 아시리아 왕들이 칼후를 떠난 후에도, 옛 수도의 주민들은 자신들이 "칼후에 거주하는 닌우르타"라고 부르던 닌우르타를 계속 숭배했다. 도시의 법률 문서에는 맹세를 어긴 자는 "칼후에 거주하는 닌우르타의 무릎에 은 2 미나와 금 1 미나를 놓아야 한다"고 기록되어 있다. 이 조항의 마지막으로 입증된 사례는 에사르하돈 왕 (기원전 681년 ~ 기원전 669년 재위) 통치 마지막 해인 기원전 669년으로 거슬러 올라간다. 칼후의 닌우르타 신전은 아시리아 제국이 멸망할 때까지 번성했으며, 빈민과 궁핍한 자들을 고용했다. 주요 제의 인원은 상구-사제와 수석 가수로, 요리사, 집사, 문지기가 지원했다. 기원전 7세기 후반에 신전 직원들은 에지다의 나부 신전 직원들과 함께 법률 문서에 증인으로 서명했다. 두 신전은 케푸-관리를 공유했다.

## 도상학

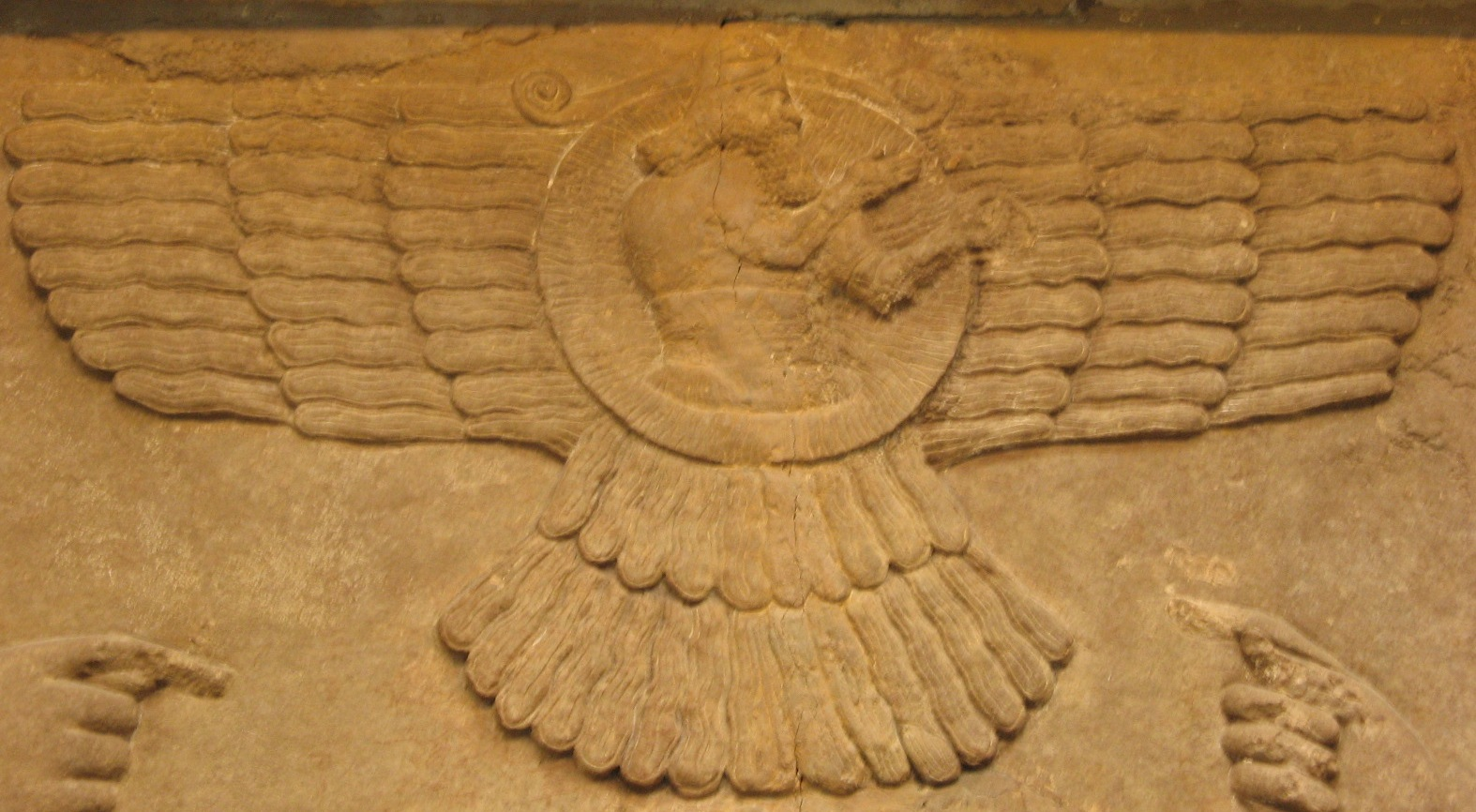
칼후 북서궁에서 발견된 아시리아 날개 달린 태양 문양의 남성 인물; 일부 저자들은 이 인물이 닌우르타일 수 있다고 추측했지만, 대부분의 학자들은 이 주장을 근거 없는 것으로 일축한다.

카시트 시대(경 기원전 1600년 – 경 기원전 1155년)의 쿠두루에서는 쟁기가 닌기르수의 상징으로 표시되어 있다. 쟁기는 또한 신아시리아 미술에도 등장하며, 아마도 닌우르타의 상징이었을 것이다. 앉아있는 새 또한 신아시리아 시대에 닌우르타의 상징으로 사용되었다. 한 추측적 가설은 날개 달린 원반이 원래 기원전 9세기에 닌우르타를 상징했지만, 나중에 아슈르와 태양신 샤마쉬에게 전이되었다는 것이다. 이 아이디어는 날개 달린 원반 위의 신이 새의 꼬리를 가진 것처럼 보이는 초기 묘사에 기반한다. 대부분의 학자들은 이 제안을 근거 없는 것으로 일축했다. 기원전 8세기와 7세기의 천문학자들은 닌우르타 (또는 파빌사그)를 궁수자리와 동일시했다. 또는 다른 학자들은 그를 별 시리우스와 동일시했는데, 시리우스는 아카드어로 "화살"을 의미하는 슈쿠두로 알려져 있었다. 시리우스가 가장 잘 보이는 별인 큰개자리는 닌우르타가 들고 다녔다고 믿어지는 활과 화살에서 따서 "활"을 의미하는 카슈투로 알려졌다. 물.아핀에서 닌우르타는 수성과 일관되게 동일시되는데, 이는 "닌우르타라는 이름의 수성이 달이 가는 길을 간다"라고 읽히기 때문이다. 그러나 바빌로니아 시대에는 닌우르타가 토성과 관련되었고, 수성은 나부와 관련되었다.

## 가족

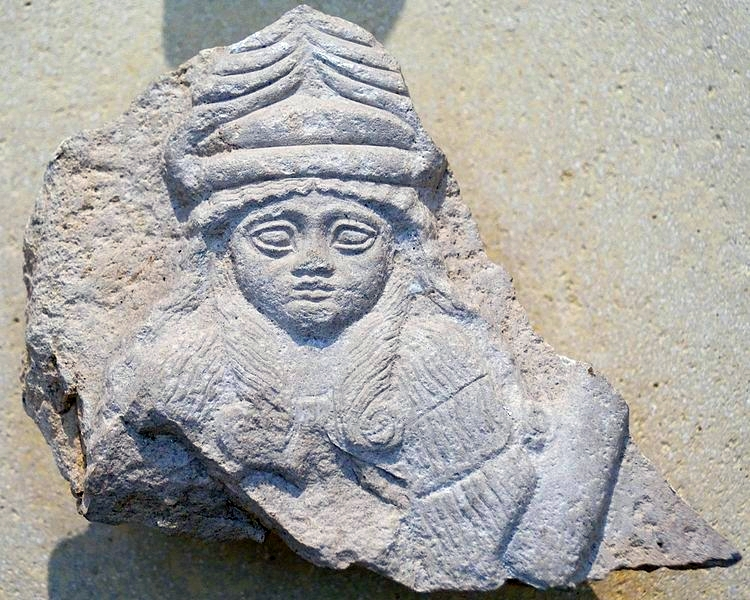
기르수에서 발견된 여신 석회암 흉상, 뿔 달린 모자를 쓰고 있는 모습으로 닌우르타의 배우자 바우일 가능성이 있다.

닌우르타는 엔릴의 아들로 여겨졌다. 루갈-에에서는 그의 어머니가 여신 닌마흐로 식별되며, 그는 닌마흐를 닌후르사그로 개명한다. 그러나 앙김 딤마에서는 그의 어머니가 대신 여신 닌릴로 언급된다. 닌우르타라는 이름으로 그의 아내는 보통 여신 굴라이지만, 닌기르수로서는 그의 아내가 여신 바우이다. 굴라는 치유와 의술의 여신이었으며 때로는 신 파빌사그 또는 작은 식물신 아부의 아내로도 언급되었다. 바우는 "거의 전적으로 라가시에서만" 숭배되었으며 때로는 신 자바바의 아내로도 식별되었다. 그녀와 닌기르수는 이그-알리마와 슐-샤가나라는 두 아들을 가졌다고 믿어졌다. 바우에게는 또한 일곱 딸이 있었지만, 닌기르수가 그들의 아버지라고 주장되지는 않았다. 엔릴의 아들로서 닌우르타의 형제자매는 다음과 같다: 난나르, 네르갈, 닌아주, 엔빌룰루, 그리고 때때로 이슈타르이다.

## 신화

### 루갈-에
여신 이슈타르 다음으로 닌우르타는 아마도 다른 메소포타미아 신들보다 더 많은 신화에 등장할 것이다. 수메르 시 "루갈-에"는 닌우르타의 위업으로도 알려져 있으며, 아삭이라는 악마가 질병을 일으키고 강물을 오염시키고 있다. 닌우르타는 아삭과 맞서는데, 아삭은 돌 전사들의 군대에 의해 보호받고 있다. 닌우르타는 아삭과 그의 군대를 죽인다. 그런 다음 닌우르타는 세상을 조직하고, 자신이 물리친 전사들의 돌을 사용하여 산을 건설하며, 이 산들을 통해 모든 개울, 호수, 강이 티그리스강과 유프라테스강으로 흘러들어와 관개와 농업에 유용하도록 설계한다. 닌우르타의 어머니 닌마흐는 아들의 승리를 축하하기 위해 하늘에서 내려온다. 닌우르타는 돌 산을 그녀에게 바치고 그녀의 이름을 "산의 여인"을 의미하는 닌후르사그로 바꾼다. 마지막으로 닌우르타는 니푸르의 집으로 돌아와 영웅으로 축하받는다. 이 신화는 닌우르타의 전사 신으로서의 역할과 농업 신으로서의 역할을 결합한다. "루갈-에"라는 제목은 "오 왕이시여!"를 의미하며, 원본 수메르어 시의 첫 구절에서 유래한다. 닌우르타의 위업은 학자들이 붙인 현대적인 제목이다. 이 시는 수메르어가 너무 이해하기 어려워진 후 아카드어로 번역되었다.
루갈-에의 동반 작품은 앙김 딤마 또는 닌우르타의 니푸르 귀환으로, 아삭을 죽인 후 닌우르타의 니푸르 귀환을 묘사한다. 서사는 거의 없고 주로 찬양적인 내용으로, 닌우르타를 초월적인 존재로 묘사하고 그를 신 아누와 비교한다. 앙김 딤마는 원래 우르 제3왕조 (경 기원전 2112년 – 경 기원전 2004년) 또는 초기 고바빌로니아 시대 (경 기원전 1830년 – 경 기원전 1531년)에 수메르어로 쓰여진 것으로 여겨지지만, 현존하는 가장 오래된 텍스트는 고바빌로니아 시대에 작성된 것이다. 수많은 후대 버전의 텍스트도 살아남았다. 이 텍스트는 중기 바빌로니아 시대 (경 기원전 1600년 — 경 기원전 1155년)에 아카드어로 번역되었다.

### 안주 신화

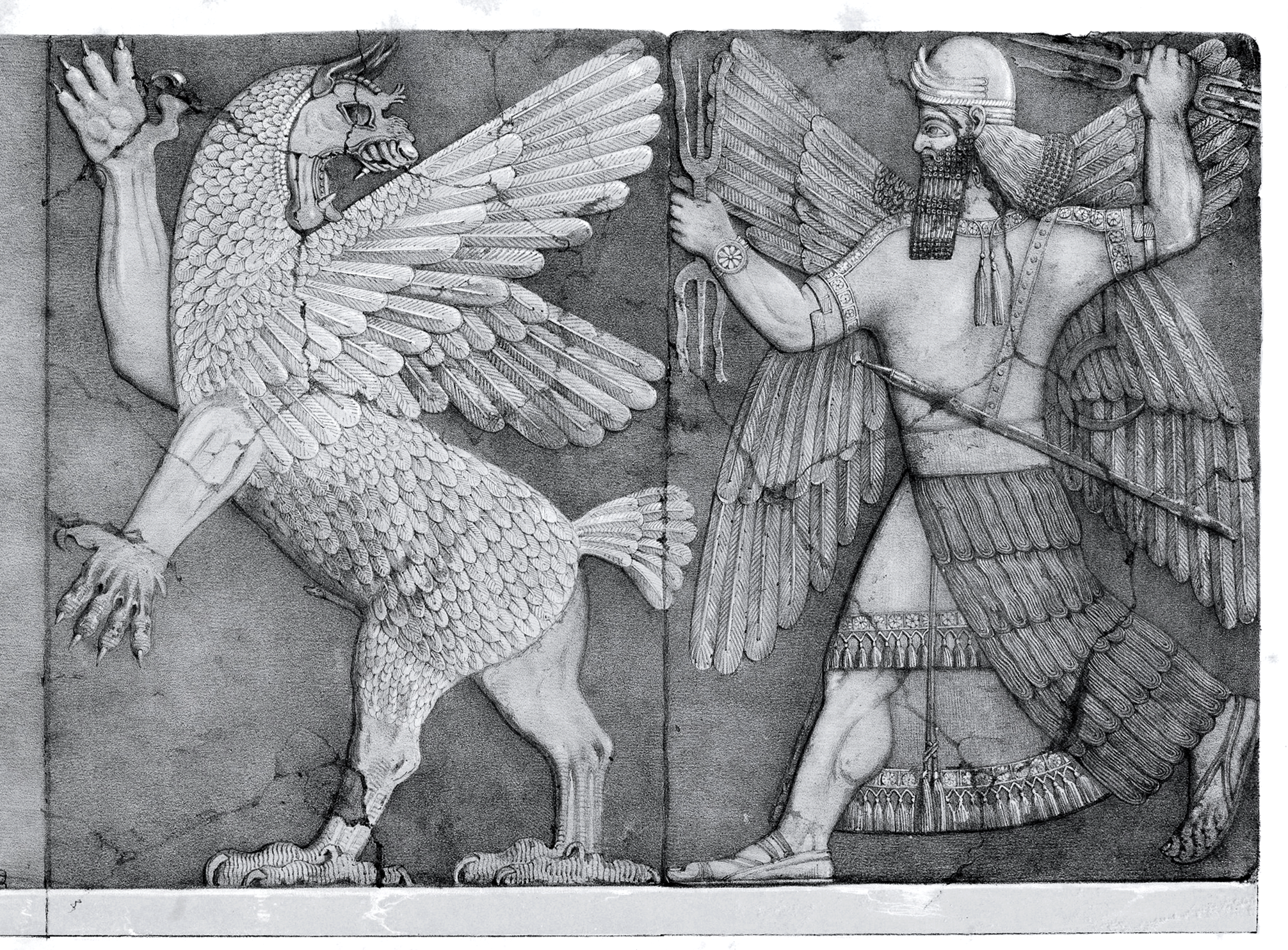
닌우르타가 번개를 들고 안주를 추격하는 모습, 안주는 엔릴의 성소에서 운명의 서판을 훔쳤다 (오스틴 헨리 레이어드의 나이니베 기념물, 2판, 1853년)

구바빌로니아, 중기 바빌로니아, 후기 바빌로니아 시대의 안주와 운명의 서판 신화에서, 안주는 거대한 괴물 새이다. 엔릴은 안주에게 자신의 성소 관리인 자리를 주지만, 안주는 엔릴을 배신하고 엔릴의 권한을 부여하는 신성한 점토판인 운명의 서판을 훔친다. 이는 엔릴이 목욕을 준비하는 동안 일어난다. 강물이 마르고 신들은 그들의 힘을 잃는다. 신들은 안주를 물리치기 위해 아다드, 기라, 샤라를 보내지만, 모두 실패한다. 마침내 신 에아는 신들이 엔릴의 아들 닌우르타를 보내야 한다고 제안한다. 닌우르타는 안주와 맞서 싸우고 화살로 그를 쏜다. 그러나 운명의 서판은 시간을 되돌리는 힘을 가지고 있으며, 안주는 이 힘을 사용하여 닌우르타의 화살이 공중에서 분해되어 원래 구성 요소로 돌아가게 만든다.
닌우르타는 남풍에게 도움을 요청하고, 남풍은 안주의 날개를 찢어버린다. 신 다곤은 신들의 회의에서 닌우르타의 승리를 선포하고, 보상으로 닌우르타는 회의에서 중요한 자리를 얻는다. 엔릴은 사자 신 비르두를 보내 닌우르타에게 운명의 서판을 돌려달라고 요청한다. 비르두에 대한 닌우르타의 답변은 파편적이지만, 그가 처음에는 서판 반환을 거부했을 가능성이 있다. 그러나 결국 닌우르타는 운명의 서판을 아버지에게 돌려준다. 이 이야기는 특히 아시리아 왕실의 학자들 사이에서 인기가 있었다.
UET 6/1 2에 기록된 닌우르타와 거북이 신화는 원래 훨씬 긴 문학 작품의 단편이다. 이 신화에서 안주를 물리친 후, 닌우르타는 에리두에서 에아에 의해 영예를 얻는다. 에아는 그의 생각을 감지하고 거대한 거북이를 만들어 닌우르타 뒤에서 풀어놓고 영웅의 발목을 물게 한다. 그들이 씨름하는 동안, 거북이는 발톱으로 구덩이를 파고, 둘 다 그 구덩이에 빠진다. 에아는 닌우르타의 패배를 기뻐한다. 이야기의 끝부분은 유실되어 있다. 기록의 마지막 읽을 수 있는 부분은 닌우르타의 어머니 닌마흐의 애가인데, 그녀는 아들을 대신할 누군가를 찾는 것을 고려하고 있는 것처럼 보인다. 찰스 펭글라스에 따르면, 이 이야기에서 에아는 명백히 영웅으로 의도되었으며, 닌우르타가 권력을 장악하려는 음모를 성공적으로 좌절시키는 것은 에아의 최고의 지혜와 교활함을 보여주기 위한 것이다.

### 기타 신화

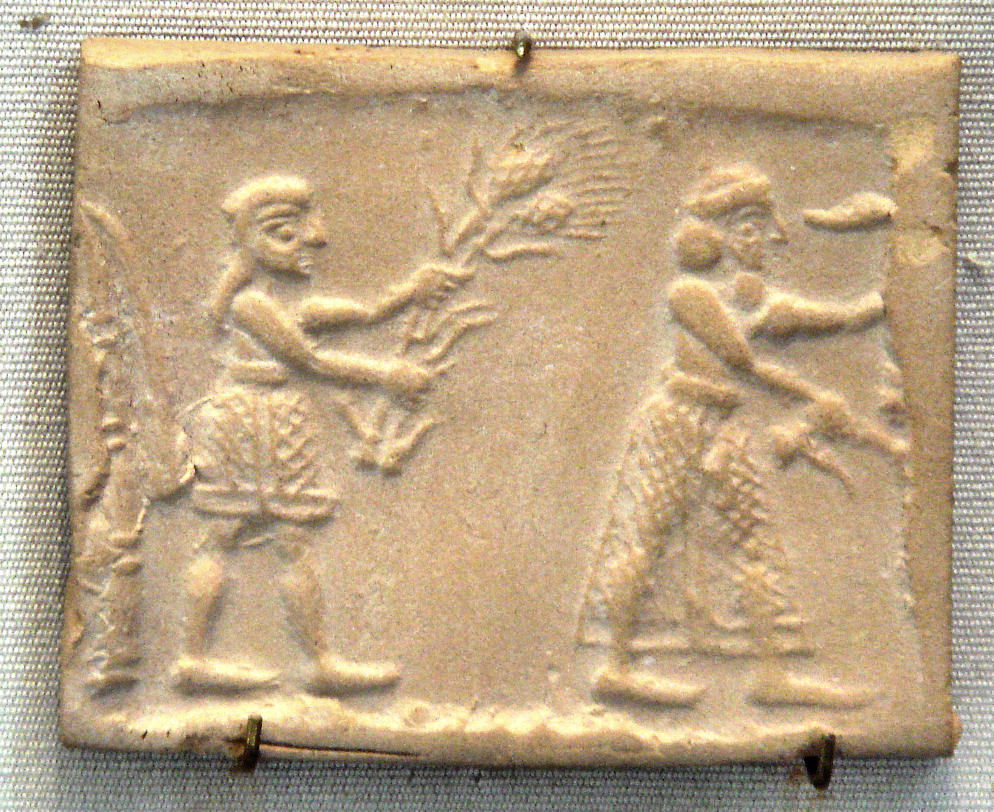
c. 기원전 3200년으로 거슬러 올라가는 수메르 원통 인장 압인물로, 엔시와 그의 조수가 신성한 가축 무리에게 먹이를 주는 모습을 보여준다. 닌우르타는 농업 신이었고, "수메르 게오르기카"로 알려진 시에서 그는 농업에 대한 자세한 조언을 제공한다.

닌우르타의 에리두 여행에서, 닌우르타는 니푸르의 에쿠르 신전을 떠나 이름 없는 안내자를 따라 에리두의 압주로 여행한다. 에리두에서 닌우르타는 신 아누와 에아와 함께 회의에 참석하고 에아는 그에게 생명을 위한 메를 준다. 시는 닌우르타가 니푸르로 돌아오는 것으로 끝난다. 이 이야기는 아마도 닌우르타의 숭배상이 한 도시에서 다른 도시로 운반되는 여정을 다루며, "안내자"는 숭배상을 운반하는 사람일 것이다. 이 이야기는 여신 이슈타르와 에아의 다른 수메르 신화와 밀접하게 유사한데, 이슈타르가 에리두로 여행하여 에아로부터 메를 받는 이야기이다. 기원전 1700년에서 1500년 사이에 쓰여진 "수메르 게오르기카"라는 시에서 닌우르타는 농업 문제에 대한 자세한 조언을 제공하며, 작물 심기, 가꾸기, 수확하는 방법, 씨앗을 심기 위한 밭 준비, 심지어 작물에서 새를 쫓아내는 방법까지 포함한다. 이 시는 일년 내내 농장 생활의 거의 모든 측면을 다룬다.
살해된 영웅들의 신화는 많은 문헌에서 암시되지만, 온전하게 보존된 적은 없다. 이 신화에서 닌우르타는 다양한 적들과 싸워야 한다. 블랙과 그린은 이 적들을 "기이한 하급 신들"이라고 묘사한다. 여기에는 머리 여섯 달린 야생 숫양, 야자나무 왕, 머리 일곱 달린 뱀과 쿨리아나 인어 (또는 "물고기 여인")가 포함된다. 이 적들 중 일부는 마길룸 배와 같이 무생물인데, 이 배는 죽은 자들의 영혼을 지하 세계로 운반하며, 귀중하게 여겨졌던 금속을 나타내는 강한 구리도 포함된다. 이러한 연속적인 시련과 승리에 대한 이야기는 헤라클레스의 12과업이라는 그리스 전설의 원천이 되었을 수 있다.

## 후대 영향

### 고대

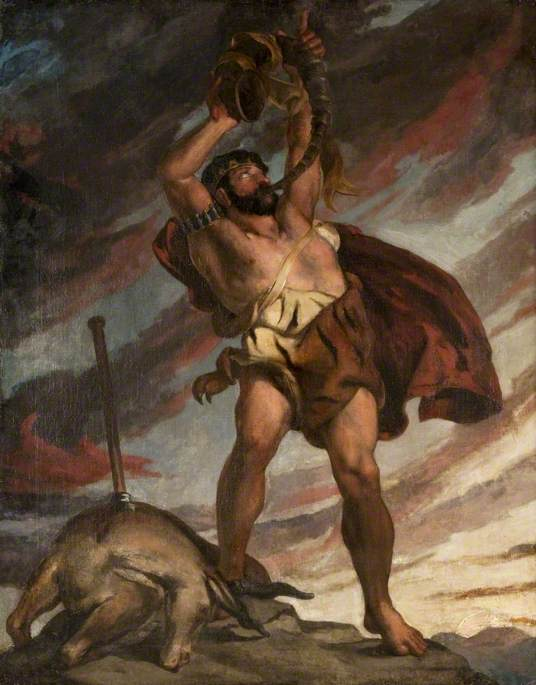
데이비드 스콧의 니므롯 (1832). 창세기에 언급된 "위대한 사냥꾼" 니므롯은 많은 학자들이 닌우르타 자신이나 그 이름을 딴 아시리아 왕 투쿨티-닌우르타 1세로부터 영감을 받았다고 믿는다.

기원전 7세기 후반, 칼후는 외세 침략자들에게 점령되었다. 그럼에도 불구하고 닌우르타는 완전히 잊혀지지 않았다. 많은 학자들은 닌우르타가 창세기에 "강력한 사냥꾼"으로 언급된 성경 인물 니므롯에게 영감을 주었을 것이라는 데 동의한다. 닌우르타라는 이름이 히브리어 니므롯이 어떻게 되었는지는 여전히 완전히 명확하지 않지만, 두 인물은 대부분 동일한 기능과 속성을 가지고 있으며 닌우르타는 현재 니므롯 이름의 가장 그럴듯한 어원으로 간주된다. 결국 칼후 도시의 유적 자체는 닌우르타와의 연관성 때문에 아랍어로 남루드(Namrūd)로 알려지게 되었다.
후에 구약성경에서, 열왕기 열왕기하 19:37과 이사야서 이사야 37:38 모두에서 아시리아의 센나케립 왕이 그의 아들들인 아드라멜렉과 샤레젤에 의해 "니스록" 신전에서 살해되었다고 보고된다. 이는 거의 확실히 "니므롯"에 대한 서기관의 오류일 것이다. 이 가상의 오류는 히브리 문자 מ(멤)이 ס(사메크)로, 문자 ד(달렛)이 ך(카프)로 대체된 결과일 것이다. 관련된 문자들의 명백한 시각적 유사성과 "니스록"이라는 이름의 아시리아 신이 전혀 입증된 적이 없다는 사실 때문에, 대부분의 학자들은 이 오류를 이름에 대한 가장 가능성 있는 설명으로 간주한다. 만약 "니스록"이 닌우르타라면, 이는 센나케립의 살해가 칼후의 닌우르타 신전에서 일어났을 가능성이 가장 높다는 것을 의미한다. 다른 학자들은 니스록을 아시리아 불의 신 누스쿠로 식별하려고 시도했다. 한스 빌드베르거는 언어적으로 그럴듯하지 않다는 이유로 제안된 모든 식별을 거부한다.
창세기 자체는 니므롯을 노아의 홍수 이후 첫 왕이자 도시 건설자로 긍정적으로 묘사하지만, 70인역 성경 번역은 그를 거인이라고 부르고 "야훼 앞에서"라는 히브리어를 "하나님께 반대하여"라고 오역한다. 이 때문에 니므롯은 전형적인 우상숭배자로 인식되었다. 1세기 철학자 필론이 그의 '질문들'에서 묘사한 초기 유대교 미드라시 작품들은 니므롯을 바벨탑 건설을 주도한 인물로 묘사했으며, 프로젝트에 참여하기를 거부한 유대인 족장 아브라함을 박해했다고 한다. 히포의 성 아우구스티누스는 그의 저서 신국론에서 니므롯을 "대지에 사는 생물들을 속이고, 억압하고, 파괴하는 자"라고 언급한다.

### 현대

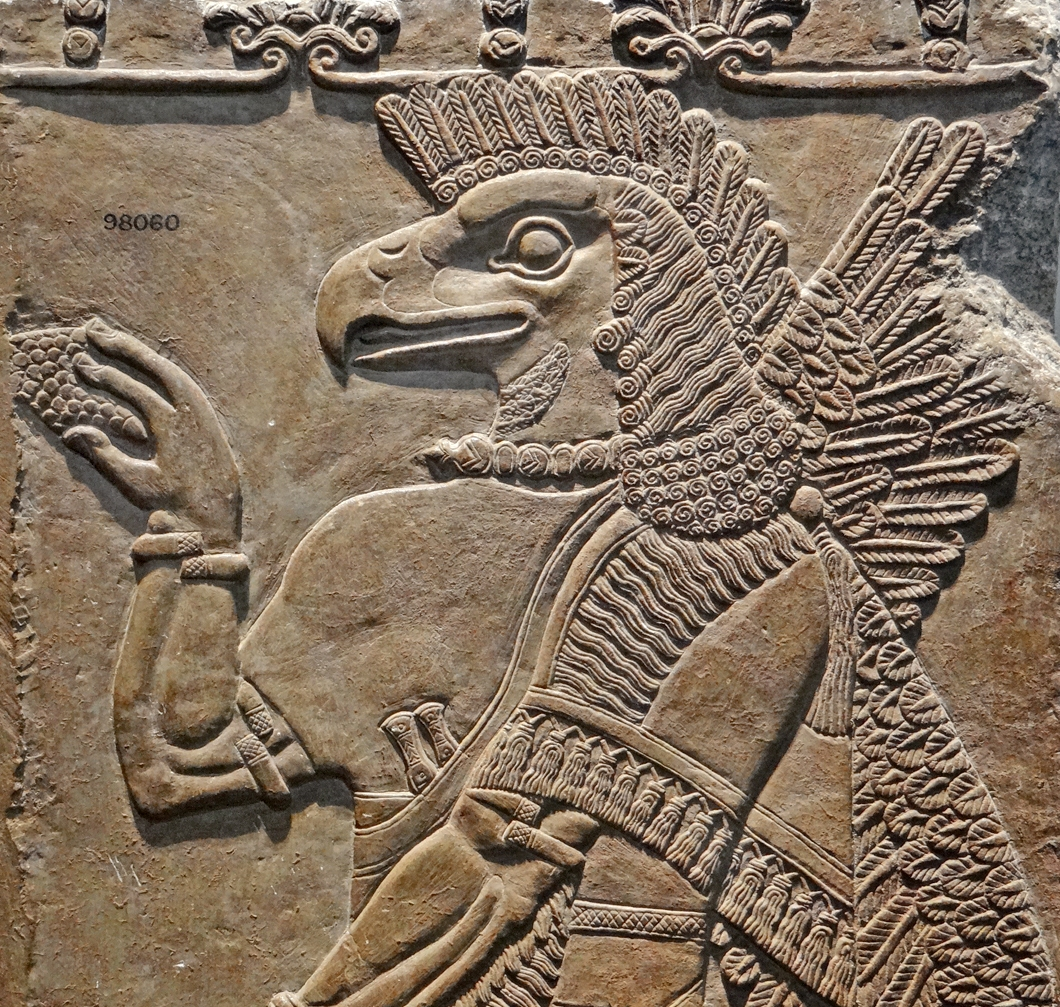
칼후의 닌우르타 신전에서 발견된 독수리 머리 천재의 석조 부조; 이러한 묘사는 19세기에 널리, 그러나 잘못되게 닌우르타로 식별되었고 대중적으로 "니스록"으로 알려졌다.

16세기에 니스록은 악마로 간주되었다. 네덜란드의 악마학자 요한 바이어는 그의 《프세우도모나르키아 다이모눔》(1577)에서 니스록을 지옥의 "수석 요리사"로 기재했다. 니스록은 존 밀턴의 서사시 《실낙원》(1667년 초판) 제6권에 사탄의 악마 중 하나로 등장한다. 찌푸린 얼굴에 두드려 만든 갑옷을 입은 것으로 묘사된 니스록은 천사와 악마 간의 싸움이 동등하다는 사탄의 주장에 의문을 제기하며, 악마로서 고통을 느낄 수 있으며 이는 사기를 꺾을 것이라고 반대한다. 밀턴 학자 로이 플래너건에 따르면, 밀턴은 니스록을 소심하게 묘사하기로 선택했을 수 있는데, 그가 C. 스테파누스의 히브리어 사전을 참고했을 가능성이 있기 때문이다. 이 사전은 "니스록"이라는 이름을 "도피" 또는 "섬세한 유혹"으로 정의했다.
1840년대에 영국의 고고학자 오스틴 헨리 레이어드는 칼후에서 날개 달린 독수리 머리의 많은 석조 부조를 발견했다. 센나케립의 살해에 대한 성경 이야기를 기억하며, 레이어드는 이 형상들을 실수로 "니스록"이라고 식별했다. 이러한 조각들은 19세기 나머지 기간 동안 대중 문헌에서 계속해서 "니스록"으로 알려져 있었다. 에디스 네스빗의 1906년 고전 아동 소설 《부적 이야기》에서, 아이 주인공들은 독수리 머리 "니스록"을 소환하여 그들을 안내한다. 니스록은 문을 열고 "두려워하지 말고 앞으로 걸어가라"고 조언하며, "위대한 이름의 종이 그 이름을 말하는 자들을 위해 다른 무엇을 할 수 있는가?"라고 묻는다. 일부 현대 미술사 작품들은 여전히 오래된 오해를 반복하지만, 근동 학자들은 이제 "니스록" 형상을 일반적으로 "그리핀-악마"라고 부른다.
2016년, 이라크 레반트 이슬람 국가 (ISIL)는 짧은 지역 정복 기간 동안 칼후에 있는 아슈르나시르팔 2세의 닌우르타 지구라트를 파괴했다. 이 행위는 ISIL의 이슬람 극단주의적 해석과 양립할 수 없다고 판단되는 모든 고대 유적을 파괴하려는 오랜 정책과 일치했다. 미국 동양 연구 학회 (ASOR)의 문화 유산 이니셔티브 성명에 따르면, ISIL은 미래 선전을 위해 그리고 지역 주민들의 사기를 꺾기 위해 신전을 파괴했을 수 있다.
2020년 3월, 고고학자들은 기르수 유적지에서 300개 이상의 깨진 의례용 도자기 잔, 그릇, 항아리, 동물 뼈, 그리고 닌기르수에게 헌정된 의례 행렬로 가득 찬 5,000년 된 숭배 지역을 발견했다고 발표했다. 발견물 중 하나는 나무껍질로 만든 눈을 가진 오리 모양의 청동 조각상으로, 난셰에게 헌정된 것으로 추정된다.
2023년 2월, 대영박물관과 게티 미술관 고고학자들이 기르수 유적지에서 진행한 발굴 과정에서 닌기르수의 주요 성소인 에-닌누 신전 (하얀 천둥새 신전)이 확인되었다.

## 같이 보기
- 카자마누

### 참고
1. ↑  아람어: ܢܝܼܫܪܵܟ݂; 그리스어: Νε세라흐; 라틴어: Nesroch; 틀:Hebrew Name 1

### 인용
1. 1 2 3 4 5 6 7 8 9 10 11 12 13 14 15 16 17 18 19 20  Black & Green 1992, 142쪽.
2. 1 2 3 4  Black & Green 1992, 138쪽.
3. ↑  Petrovich 2013, 273쪽.
4. 1 2 3 4 5 6 7 8 9 10 11 12 13 14 15 16 17 18 19 20 21 22 23 24 25 26 27 28 29 30 31 32 33 34 35 36 37 38 39 40 41 42 43 44 45 46 47 48 49 50 51 52 53 54 55  Robson 2015.
5. 1 2  Penglase 1994, 42쪽.
6. 1 2 3 4 5 6 7 8 9 10 11 12 13 14 15 16 17 18  Black & Green 1992, 143쪽.
7. 1 2 3 4 5  Lewis 2016.
8. 1 2  Penglase 1994, 43쪽.
9. ↑  Black & Green 1992, 142–143쪽.
10. 1 2 3 4 5 6 7 8 9 10 11  van der Toorn, Becking & van der Horst 1999, 628쪽.
11. ↑  Koch 1995, 127쪽.
12. ↑  Hunger & Steele 2018, 127쪽.
13. ↑  Horowitz 1998, 172쪽.
14. ↑  Kasak & Veede 2001, 25–26쪽.
15. 1 2 3 4 5  Holland 2009, 117쪽.
16. ↑  Penglase 1994, 100쪽.
17. 1 2  Black & Green 1992, 101쪽.
18. 1 2 3 4  Black & Green 1992, 39쪽.
19. ↑  Jacobsen 1946, 128–152쪽.
20. ↑  Kramer 1961, 44–45쪽.
21. ↑  Black, Cunningham & Robson 2006, 106쪽.
22. ↑  Black & Green 1992, 108쪽.
23. ↑  Leick 1998, 88쪽.
24. ↑  Penglase 1994, 42–43쪽.
25. 1 2  Penglase 1994, 68쪽.
26. ↑  Penglase 1994, 56쪽.
27. 1 2 3  Penglase 1994, 55쪽.
28. 1 2  Penglase 1994, 52쪽.
29. ↑  Leick 1998, 9쪽.
30. 1 2 3 4 5 6 7  Leick 1998, 10쪽.
31. ↑  Penglase 1994, 52–53쪽.
32. 1 2  Leick 1998, 9–10쪽.
33. 1 2 3 4 5 6 7 8  Penglase 1994, 53쪽.
34. 1 2 3  Penglase 1994, 45쪽.
35. ↑  Penglase 1994, 53–54쪽.
36. ↑  Penglase 1994, 54쪽.
37. ↑  Penglase 1994, 46, 54쪽.
38. 1 2 3 4 5 6 7  Penglase 1994, 61쪽.
39. 1 2 3  Black & Green 1992, 179쪽.
40. ↑  Penglase 1994, 43–44, 61쪽.
41. ↑  Penglase 1994, 52–53, 62쪽.
42. 1 2  Penglase 1994, 53, 63쪽.
43. 1 2 3 4  van der Toorn, Becking & van der Horst 1999, 627쪽.
44. ↑  Black & Green 1992, 138, 142쪽.
45. ↑  창세기 10:8–12
46. ↑  창세기 10:8–12
47. ↑  Metzger & Coogan 1993, 218쪽.
48. 1 2 3 4  Wiseman 1979, 337쪽.
49. 1 2 3 4  Wildberger 2002, 405쪽.
50. ↑  van der Toorn, Becking & van der Horst 1999, 627–629쪽.
51. 1 2  Gallagher 1999, 252쪽.
52. 1 2 3 4 5 6  van der Toorn, Becking & van der Horst 1999, 629쪽.
53. ↑  Ripley & Dana 1883, 794–795쪽.
54. 1 2 3 4  Milton & Flannagan 1998, 521쪽.
55. ↑  Bunson 1996, 199쪽.
56. ↑  Jarus, Owen (2020년 3월 30일). “Ancient cultic area for warrior-god uncovered in Iraq”. 《Live Science》 (영어). 2020년 8월 31일에 확인함.
57. ↑  Gavin (2020년 4월 11일). عراق/ “Ancient cultic area for warrior-god uncovered in Iraq” |url= 값 확인 필요 (도움말). 《Most Interesting Things》 (미국 영어). 2020년 8월 31일에 확인함.
58. ↑  Thomas, Tobi (2023년 2월 17일). “Discovery of 4,500-year-old palace in Iraq may hold key to ancient civilisation”. 《The Guardian》 (영국 영어). ISSN 0261-3077. 2023년 2월 23일에 확인함.

### 참고 자료
- Black, Jeremy A.; Cunningham, Graham; Robson, Eleanor (2006), 《The Literature of Ancient Sumer》, Oxford University Press, 106쪽, ISBN 978-0-19-929633-0
- Black, Jeremy; Green, Anthony (1992), 《Gods, Demons and Symbols of Ancient Mesopotamia: An Illustrated Dictionary》, Austin, Texas: University of Texas Press, ISBN 0714117056
- Bunson, Matthew (1996), 《Angels A to Z: A Who's Who of the Heavenly Host》, New York City, New York: Three Rivers Press, ISBN 0-517-88537-9
- Fadhil, Anmar Abdulillah, and Enrique Jiménez, "Literary Texts from the Sippar Library IV: A “Macranthropic” Hymn to Ninurta", Zeitschrift für Assyriologie und vorderasiatische Archäologie 113.2, pp. 193–215, 2023
- Gallagher, William R. (1999), “Sennacherib's Campaign to Judah: New Studies”, 《Studies in the History of the Ancient Near East》 (Leiden, The Netherlands, Köln, Germany, and Boston, Massachusetts: Brill), ISBN 90-04-11537-4, ISSN 0169-9024
- Holland, Glenn Stanfield (2009), 《Gods in the Desert: Religions of the Ancient Near East》, Lanham, Maryland, Boulder, Colorado, New York City, New York, Toronto, Ontario, and Plymouth, England: Rowman & Littlefield Publishers, Inc., ISBN 978-0-7425-9979-6
- Horowitz, Wayne (1998). 《Mesopotamian Cosmic Geography》. Eisenbrauns. ISBN 9780931464997.
- Hunger, Hermann; Steele, John (2018). 《The Babylonian Astronomical Compendium MUL.APIN》. Taylor & Francis. ISBN 9781351686815.
- Jacobsen, Thorkild (1946), “Sumerian Mythology: A Review Article”, 《Journal of Near Eastern Studies》 5 (2): 128–152, doi:10.1086/370777, JSTOR 542374, S2CID 162344845
- Kasak, Enn; Veede, Raul (2001),  Kõiva, Mare; Kuperjanov, Andres, 편집., “Understanding Planets in Ancient Mesopotamia” (PDF), 《Folklore: Electronic Journal of Folklore》 (Tartu, Estonia: Folk Belief and Media Group of ELM) 16: 7–33, doi:10.7592/FEJF2001.16.planets, ISSN 1406-0957
- Koch, Ulla Susanne (1995). 《Mesopotamian astrology: an introduction to Babylonian and Assyrian celestial divination》. Museum Tusculanum Press. ISBN 9788772892870.
- Kramer, Samuel Noah (1961) [1944], 《Sumerian Mythology: A Study of Spiritual and Literary Achievement in the Third Millennium B.C.: Revised Edition》, Philadelphia, Pennsylvania: University of Pennsylvania Press, ISBN 978-0-8122-1047-7
- Leick, Gwendolyn (1998) [1991], 《A Dictionary of Ancient Near Eastern Mythology》, New York City, New York: Routledge, ISBN 0-415-19811-9
- Lewis, Danny (2016년 11월 15일), “ISIS Has Destroyed a Nearly 3,000-Year-Old Assyrian Ziggurat: The ziggurat of Nimrud was the ancient city's central temple”, 《Smithsonian.com》 (Smithsonian Institution)
- Metzger, Bruce M.; Coogan, Michael D. (1993), 《The Oxford Guide to People and Places of the Bible》, Oxford, England: 옥스퍼드 대학교 출판부, doi:10.1093/acref/9780195146417.001.0001, ISBN 978-0-19-534095-2
- Milton, John; Flannagan, Roy (1998), 《The Riverside Milton》, Boston, Massachusetts: Houghton Mifflin, ISBN 978-0-395-80999-0
- Penglase, Charles (1994), 《Greek Myths and Mesopotamia: Parallels and Influence in the Homeric Hymns and Hesiod》, New York City, New York: Routledge, ISBN 0-415-15706-4
- Ripley, George; Dana, Charles A. (1883), 〈Demonology〉, 《The American Cyclopaedia: A Popular Dictionary for General Knowledge》, New York City, New York: D. Appleton and Company
- Robson, Eleanor (2015), “Ninurta, god of victory”, 《Nimrud: Materialities of Assyrian Knowledge Production》 (Open Richly Annotated Cuneiform Corpus, UK Higher Education Academy)
- van der Toorn, Karel; Becking, Bob; van der Horst, Pieter Willem (1999), 《Dictionary of Deities and Demons in the Bible》 seco판, Grand Rapids, Michigan: William B. Eerdman's Publishing Company, ISBN 0-8028-2491-9
- Wildberger, Hans (2002), 《Isaiah 28-39: A Continental Commentary》, Minneapolis, Minnesota: Fortress Press, ISBN 0-8006-9510-0
- Wiseman, D. J. (1979) [1915], 〈Assyria〉,   Bromiley, Geoffrey W.; Harrison, Everett F.; Harrison, Roland K.; LaSor, William Sanford; Smith, Edgar W. Jr., 《The International Standard Bible Encyclopedia》, 1: A-D, Grand Rapids, Michigan: Wm. B. Eerdmans Publishing Company, ISBN 0-8028-3781-6
- Petrovich, Douglas N. (2013), “Identifying Nimrod of Genesis 10 with Sargon of Akkad by Exegetical and Archaeological Means”, 《Journal of the Evangelical Theological Society》 (Chicago, Illinois) 56 (2), 2020년 10월 31일에 원본 문서에서 보존된 문서, 2020년 10월 28일에 확인함